# Parhelium

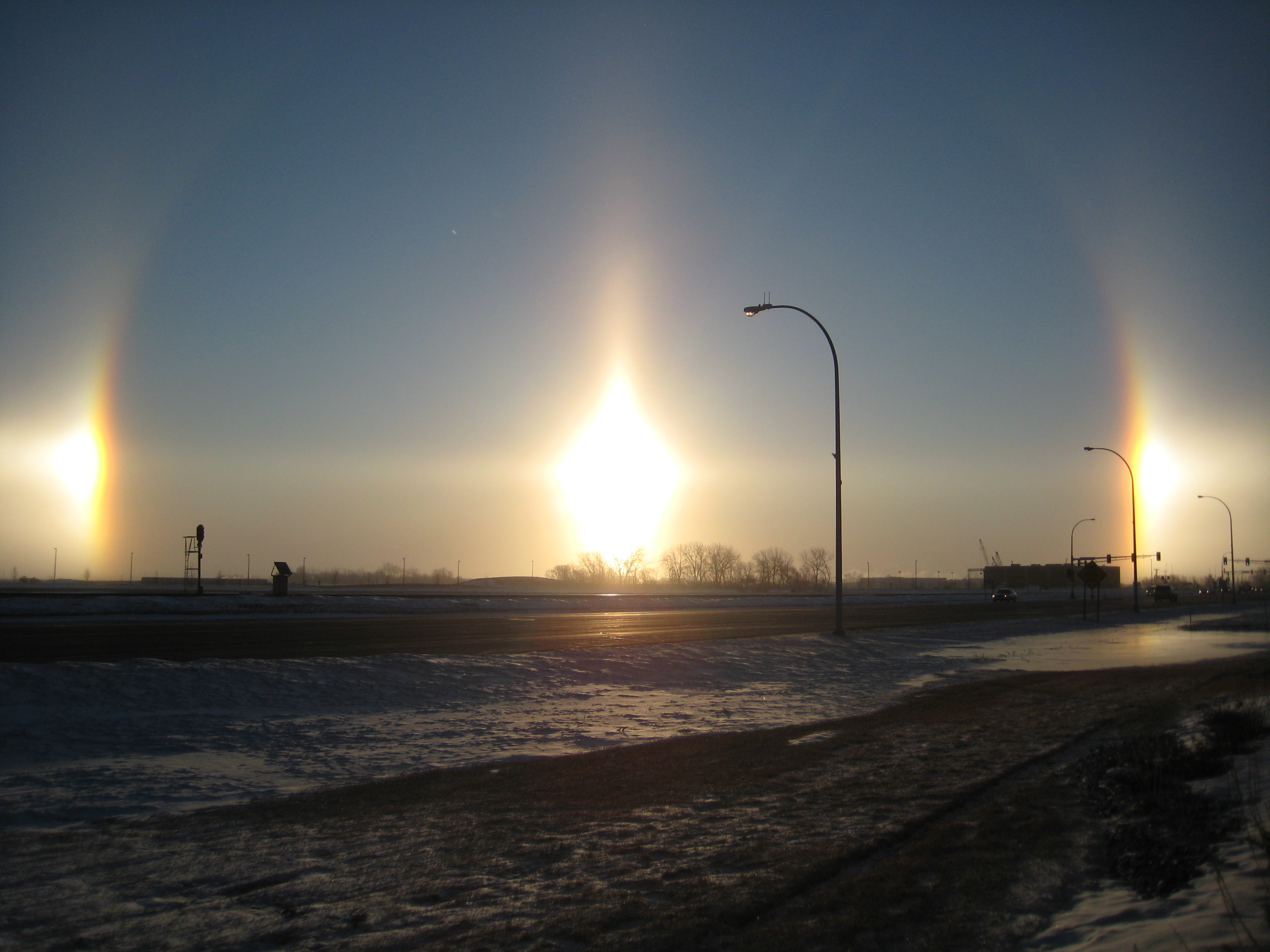
Velmi jasná paslunce v Severní Dakotě

Parhelium, vedlejší Slunce nebo paslunce je druh halového jevu. Je to jasná skvrna nacházející se na obloze vedle Slunce, obvykle se vyskytující ve dvojici s podobnou skvrnou na opačné straně. Z vnějšku přiléhá k malému halu. Parhelium vzniká lomem paprsků světla procházejícího bočními stěnami ledových krystalků ve tvaru destiček.